# Elvira Schuster
Elvira Schuster (* 10. Juni 1948 in Cottbus) ist eine deutsche Schauspielerin, Synchron- und Hörspielsprecherin.

## Leben
Elvira Schuster (verheiratet auch Elvira Schuster-Salnik) wurde 1948 in Cottbus geboren und ist dort aufgewachsen. Von 1966 bis 1970 absolvierte sie die Theaterhochschule „Hans Otto“ in Leipzig. Ihr erstes Engagement erhielt sie am Theater der Freundschaft in Berlin, dem sie über 45 Jahre angehörte. Für die DEFA-Filmgesellschaft und das Fernsehen der DDR stand sie mehrfach vor der Kamera. Ihre Stimme war bei etwa 150 Filmen der Synchronisationsstudios und bei über 75 Hörspielproduktionen gefragt.
Im Jahr 1976 heiratete sie den sowjetischen Doktor der Medizin und Hochschullehrer Grigori Salnik, den sie bei einem seiner vielen Besuche in Berlin kennenlernte. Da sie in Tomsk keine Möglichkeit fand, als Schauspielerin zu arbeiten, zogen sie gemeinsam in die DDR nach Berlin.

## Filmografie
- 1971: Du und ich und Klein-Paris
- 1971: Dolles Familienalbum (Fernsehserie)
- 1972: Der Staatsanwalt hat das Wort: Der Anruf kam zu spät (Fernsehreihe)
- 1973: Die Legende von Paul und Paula
- 1974: Heiße Spuren (Fernsehfilm, Kinderfilm)
- 1977: Du und icke und Berlin (Fernsehfilm)
- 1987: Das Schulgespenst

## Theater
- 1970: Lew Ustinow: Das Geheimnis des leuchtenden Steines (Katja) – Regie: Ursula Geyer-Hopfe (Theater der Freundschaft Berlin)
- 1971: Jewgeni Schwarz: Zar Wasserwirbel (Prinzessin) – Regie: Horst Hawemann (Theater der Freundschaft Berlin)
- 1971: William Shakespeare: Komödie der Irrungen (Luciana) – Regie: Heiner Möbius (Theater der Freundschaft)
- 1972: Erich Blach: Die Bernsteinbrigade (Dora) – Regie: Horst Hawemann (Theater der Freundschaft)
- 1974: Gyula Illyés: Der Bejubelte (Julia) – Regie: Mirjana Erceg (Theater der Freundschaft Berlin)
- 1976: Heinz Kahlau: Der gestiefelte Kater (Prinzessin) – Regie: Wolfgang Engel (Theater der Freundschaft Berlin)
- 1977: Jan Jílek: Feuervogel und Rotfüchsin (Prinzessin) – Regie: Anu Saari (Theater der Freundschaft Berlin)
- 1978: Lutz Dechant: Paul und Maria (Maria) – Regie: Joachim Siebenschuh (Theater der Freundschaft Berlin)
- 1979: Joachim Knauth nach Titus Maccius Plautus: Der Maulheld – Regie: Mirjana Erceg (Theater der Freundschaft Berlin)
- 1979: Volksmärchen: Die feuerrote Blume (Alenuschka) – Regie: Wladimir W. Kusmin (Theater der Freundschaft Berlin)
- 1981: Frances Goodrich/Albert Hackett: Das Tagebuch der Anne Frank (Margot) – Regie: Mirjana Erceg (Theater der Freundschaft Berlin)
- 1982: Eugen Eschner: Undine – Regie: Dieter Wardetzky (Theater der Freundschaft Berlin)
- 1983: Boris Wassiljew: Im Morgengrauen ist es noch still (Shenja) – Regie: Alejandro Quitana (Theater der Freundschaft Berlin)
- 1983: Wiktor Rosow: Unterwegs – Regie: Hartwig Albiro (Theater der Freundschaft Berlin)
- 1984: Helmut Baierl nach Karl May: Ihr seid ein Greenhorn, Sir! (Nschotschi) – Regie: Frieder Kranz (Theater der Freundschaft Berlin)
- 1986 Victor Contreras: Der Pinsel und sein Onkel Valentin – Regie: Victor Tapia (Theater der Freundschaft Berlin)
- 1986: Pierre Carlet de Marivaux: Die Sklaveninsel (Euphorine, adlige Dame) – Regie: Carl-Hermann Risse (Theater der Freundschaft Berlin)
- 1987: Gerd Knappe: Hans im Märchen (Königin) – Regie: Carl-Hermann Risse (Theater der Freundschaft Berlin)
- 1988: Marion Grabert: Ganz anders (Mutter Luise) – Regie: Lutz Dechant/Petra Kelling (Theater der Freundschaft Berlin)
- 1988: Jewgeni Schwarz: Die Schneekönigin (Schneekönigin) – Regie: Peter Zimmermann (Theater der Freundschaft Berlin)
- 1989: Steffen Klaus: Das Märchennest – Regie: Hermann Schein (Theater der Freundschaft Berlin)
- 1990: Michail Schatrow: Weiter … weiter … weiter! (Rachja) – Regie: Christoph Schroth (Volksbühne Berlin)
- 1991: Heleen Verburg: Winterschlaf – Regie: Sewan Latchinian (Theater der Freundschaft Berlin)
- 1993: Günter Jankowiak: Bilsenkraut (Apodee) – Regie: Klaus-Peter Fischer (carrousel Theater an der Parkaue Berlin)
- 1996: Brüder Grimm: Der Teufel mit den drei goldenen Haaren – Regie: Matthias Messmer (carrousel Theater an der Parkaue Berlin)
- 2004: Morton Rhue: Ich knall euch ab! (Lehrerin) – Regie: Sewan Latchinian (carrousel Theater an der Parkaue Berlin)
- 2005: Dirk Hiemesch nach Brüder Grimm: König Drosselbart – Regie: Jasper Brandis (Theater an der Parkaue Berlin)
- 2005: Sascha Bunge/Moritz Müller nach Kenneth Grahame: Der Wind in den Weiden – Regie: Sascha Bunge (Theater an der Parkaue Berlin)
- 2006: Jewgeni Schwarz nach Hans Christian Andersen: Die Schneekönigin – Regie: Sascha Bunge (Theater an der Parkaue Berlin)
- 2006: Lothar Trolle: Das Hildebrandslied – Regie: Sascha Bunge (Theater an der Parkaue Berlin)
- 2006: Erika Mann: Stoffel fliegt übers Meer – Regie: Susanne Sachse (Theater an der Parkaue Berlin)
- 2007: Peter Verhelst nach William Shakespeare: Romeo und Julia (Amme) – Regie: Sascha Bunge (Theater an der Parkaue Berlin)
- 2007: Kay Wuschek nach Frank Cottrell Boyce: Millionen – Regie: Thorsten Pitoll (Theater an der Parkaue Berlin)
- 2007: Wilhelm Busch: Max und Moritz – Regie: Künstlergruppe CHEAP (Theater an der Parkaue Berlin)
- 2008: Annett Gröschner: Gleisanschluss Lichtenberg – Regie: Sascha Bunge (Theater an der Parkaue Berlin)
- 2009: Anna Seghers: Transit (Frau mit Hunden) – Regie: Kay Wuschek (Theater an der Parkaue Berlin)
- 2009: Bertolt Brecht: Der gute Mensch von Sezuan (Frau Mi Tzü) – Regie: Sascha Bunge (Theater an der Parkaue Berlin)
- 2009: James Krüss: Timm Thaler oder Das verkaufte Lachen (Frau Bebber) – Regie: Grażyna Kania (Theater an der Parkaue Berlin)
- 2010: Astrid Lindgren: Die Brüder Löwenherz (Tengil) – Regie: Kay Wuschek (Theater an der Parkaue Berlin)
- 2010: Theodor Fontane: Frau Jenny Treibel (Jenny Treibel) – Regie: Kay Wuschek (Theater an der Parkaue Berlin)
- 2012: Kirsten Boie: Nicht Chicago. Nicht hier. (Lehrerin) – Regie: Kay Wuschek (Theater an der Parkaue Berlin)
- 2013: Eduard Uspenski: Fjodor, Hund und Kater (Friseurin und Einheimische) – Regie: Thomas Fiedler (Theater an der Parkaue Berlin)
- 2013: E. T. A. Hoffmann: Klein Zaches genannt Zinnober (Professor Mosch) – Regie: Kay Wuschek (Theater an der Parkaue Berlin)

## Hörspiele
- 1971: Olle Mattsson: Abiturfeier (Lotta)  – Regie: Albrecht Surkau (Kinderhörspiel – Rundfunk der DDR)
- 1971: Ani Andries: Zwischenspiel (Lu) – Regie: Peter Groeger (Hörspiel – Rundfunk der DDR)
- 1972: Lajos Mesterhazy: Das Grab des Genies (Magda) – Regie: Helmut Hellstorff (Hörspiel – Rundfunk der DDR)
- 1972: Gerhard Jäckel: Das Wartehäuschen (Sekretärin) – Regie: Joachim Gürtner (Hörspiel aus der Reihe: Neumann, zweimal klingeln – Rundfunk der DDR)
- 1973: Günter Wünsche: Biographie einer Landschaft (Karin) – Regie: Fritz Göhler (Hörspiel – Rundfunk der DDR)
- 1973: Georg Kaiser: Von morgens bis mitternachts (eine Maske) – Regie: Joachim Staritz (Hörspiel – Rundfunk der DDR)
- 1974: Hans-Ulrich Lüdemann: Unterwegs nach San José (Mabel) – Regie: Albrecht Surkau (Kinderhörspiel – Rundfunk der DDR)
- 1974: Jost Glase: Tausend Sonnen in einem See (Lore) – Regie: Christa Kowalski (Kinderhörspiel/Kurzhörspiel – Rundfunk der DDR)
- 1975: Wole Soyinka: Der Löwe und die Perle (Dorfmädchen) – Regie: Peter Groeger (Hörspiel – Rundfunk der DDR)
- 1975: Karl Neumann: Ulrike (Elke) – Regie: Manfred Täubert (Kinderhörspiel – Rundfunk der DDR)
- 1976: Arne Leonhardt: Ein Geschenk für Kerstin (Kerstin) – Regie: Joachim Gürtner (Hörspiel aus der Reihe: Neumann, zweimal klingeln – Rundfunk der DDR)
- 1976: Hans Christian Andersen: Die Nachtigall (Küchenmädchen) – Regie: Horst Liepach (Kinderhörspiel – Rundfunk der DDR)
- 1977: Barbara Neuhaus: Ein komplettes Komplott (Carolina) – Regie: Joachim Gürtner (Hörspiel aus der Reihe: Neumann, zweimal klingeln – Rundfunk der DDR)
- 1977: Wladimir Tendrjakow: Die Nacht nach der Abschlußfeier (Vera) – Regie: Albrecht Surkau (Hörspiel – Rundfunk der DDR)
- 1977: Samuil Marschak: Das Katzenhaus (Biber/Ferkel) – Regie: Jürgen Schmidt (Kinderhörspiel – Litera)
- 1978: Ödön von Horváth: Kasimir und Karoline (Elli) – Regie: Werner Grunow (Hörspiel – Rundfunk der DDR)
- 1978: Maria Seidemann: Konrad am Brunnen (Marie) – Regie: Rüdiger Zeige (Kinderhörspiel – Rundfunk der DDR)
- 1979: Andries Poppe: Schwäne (Mädchen) – Regie: Helmut Hellstorff (Hörspiel – Rundfunk der DDR)
- 1979: Maxim Gorki: Jewsejkas Besuch im Meer – Regie: Rüdiger Zeige (Kinderhörspiel/Kurzhörspiel – Rundfunk der DDR)
- 1980: Wolfgang Mahlow: Zwischen gestern und morgen (Iris) – Regie: Christa Kowalski (Hörspiel – Rundfunk der DDR)
- 1980: Hans Bräunlich: Die Freundin meines Bruders (Conni) – Regie: Albrecht Surkau (Kinderhörspiel – Rundfunk der DDR)
- 1981: Garci Rodríguez de Montalvo: Amadis von Gallien – Regie: Horst Liepach (Kinderhörspiel, 4 Teile – Rundfunk der DDR)
- 1981: Richard von Volkmann: Pechvogel und Glückskind – Regie: Christa Kowalski (Kinderhörspiel – Rundfunk der DDR)
- 1982: Holmar Attila Mück: Pinchus Elieeser's Tochter  (Mischket) – Regie: Maritta Hübner (Kinderhörspiel – Rundfunk der DDR)
- 1982: Fritz Rudolf Fries: Das Klavier gehört mir (Claudia) – Regie: Horst Liepach (Kinderhörspiel/Kurzhörspiel – Rundfunk der DDR)
- 1983: Bernd-Dieter Hüge: Zugvogelgeschichten – Das Sandschiff und andere Seltsamigkeiten (Kohle) – Regie: Manfred Täubert (Kinderhörspiel – Rundfunk der DDR)
- 1983: Volkstext: Die drei schwarzen Schwäne – Regie: Maritta Hübner (Kinderhörspiel/Kurzhörspiel – Rundfunk der DDR)
- 1983: Sándor Sáfár/Zoltán Jékely: Vom bärenstarken Moga (Tochter des Gutsbesitzers) – Regie: Andreas Scheinert (Kinderhörspiel – Litera)
- 1984: Miep Dieckmann/Dagmar Hilarová: Wer 16 ist, will leben – Regie: Maritta Hübner (Kinderhörspiel – Rundfunk der DDR)
- 1984: Joachim Fries: Ein schwarzer Alpha Romeo – Regie: Lutz Erdmann (Kriminalhörspiel/Kurzhörspiel – Rundfunk der DDR)
- 1985: Inge Ristock: Der verhinderte Kuppler (Jette Herbst) – Regie: Edith Schorn (Kurzhörspiel aus der Reihe: Waldstraße Nummer 7 – Rundfunk der DDR)
- 1985: Susanne Winter: Arthurs Freund (Rose)  – Regie: Joachim Gürtner (Kriminalhörspiel/Kurzhörspiel – Rundfunk der DDR)
- 1985: Volksbuch: Till Eulenspiegels mehrsteils wohlige Nacht in der Herberg zu Kneiteln (Nebenrollen) – Regie: Andreas Scheinert, Jürgen Schmidt (Hörspiel – Litera)
- 1986: Wulf Weber: Kinderkrankheiten (Frau) – Regie: Detlef Kurzweg (Kurzhörspiel aus der Reihe: Waldstraße Nummer 7 – Rundfunk der DDR)
- 1986: Joachim Brehmer: Die Wette (Frau) – Regie: Klaus Zippel (Kurzhörspiel aus der Reihe: Waldstraße Nummer 7 – Rundfunk der DDR)
- 1986: Hans Christian Andersen: Des Kaisers neue Kleider (2. Frau) – Regie: Dieter Scharfenberg (Kinderhörspiel – Litera)
- 1987: Monika Helmecke/Manfred Helmecke: Weil Mutti heut Geburtstag hat oder Kiki und seine Insel (Mutter) – Regie: Christa Kowalski (Kinderhörspiel/Kurzhörspiel – Rundfunk der DDR)
- 1987: Gabriele Stave: Die liebe Tante Marta (Schwester Hanka) – Regie: Joachim Gürtner (Kurzhörspiel aus der Reihe: Waldstraße Nummer 7 – Rundfunk der DDR)
- 1987: Andreas Scheinert: Des Teufels Triller (Vorsteherin) – Regie: Andreas Scheinert (Hörspiel – Litera)
- 1988: Olaf Kampmann: Im Rampenlicht (Schwarz) – Regie: Edith Schorn (Kurzhörspiel aus der Reihe: Waldstraße Nummer 7 – Rundfunk der DDR)
- 1990: Frank Weymann: Gwendola auf Heinrichs Hof (Hulda) – Regie: Manfred Täubert (Kinderhörspiel/Kurzhörspiel – Rundfunk der DDR)
- 1991: Eckhard Mieder: Hände hoch, Hotel (Marry Mooncraft) – Regie: Albrecht Surkau (Hörspiel – Funkhaus Berlin)
- 1992: -ky: Niemandt kennt Tag und Stunde (Sprechstundenhilfe) – Regie: Albrecht Surkau (Kriminalhörspiel – WDR)
- 1992: Elifius Paffrath: Der Hexenjäger (Grete) – Regie: Albrecht Surkau (Kinderhörspiel – DS Kultur)
- 1993: Gert Köhler: Sonntag zwischen fünf und sechs (Gesundheitswesen) – Regie: Albrecht Surkau (Hörspiel – ORB/MDR)

## Synchronisation

### Spielfilme
- 1960 (1980): Grazyna Staniszewska als Danusia von Spychow in Die Kreuzritter
- 1967 (1983): Femi Benussi als Helen in Django – unersättlich wie der Satan
- 1967 (1986): Élisabeth Wiener als Nati in Jonny Banco – Geliebter Taugenichts
- 1980: Gianna Coletti als Nichte in Der gezähmte Widerspenstige
- 1995: Cynthia Harrison als Maklerin in The Colony – Umzug ins Verderben
- 1995: Sônia Braga: als Zippora in Die Bibel – Moses
- 2019: Chieko Baishō als Tomi Tachibana in Weathering With You – Das Mädchen, das die Sonne berührte
- 2020: Suzy Bloom als Miss Gilbert in Emma

### Fernsehserien
- 1959–1966: 4 Schauspielerinnen, 4 Episoden in Tausend Meilen Staub
- 1959–1964: 4 Schauspielerinnen, 4 Episoden in Twilight Zone
- 1964–1970: Louise Sorel als Susanna, 1 Episode in Daniel Boone
- 1965–1971: Inger Stratton als Lotte Linkmyer, 1 Episode in Ein Käfig voller Helden
- 1969–1971: 2 Schauspielerinnen, 2 Episoden in Randall & Hopkirk – Detektei mit Geist
- 1983–1985: Fumi Hirano als Sara Nakamori, 1 Episode in Ein Supertrio
- 1984–1992: 2 Schauspielerinnen, 2 Episoden in Miss Marple
- 1985–1994: Sarah Chadwick als Dr. Rowie Lang, 46 Episoden in Die fliegenden Ärzte
- 1986–1990: 3 Schauspielerinnen, 3 Episoden in Erotisches zur Nacht
- 1986–1988: Chieko Honda als Elsa, 26 Episoden in Kickers
- 1986–1995: Terri Dollar als Sylvia Martell, 1 Episode in Matlock
- 1987–1994: 3 Schauspielerinnen, 3 Episoden in Raumschiff Enterprise – Das nächste Jahrhundert
- 1990–1991: Judith Drake als Marge, 1 Episode in Twin Peaks
- 1991–1992: Sheryl Bernstein als Prinzessin Yasmine, 1 Episode in  James Bond Jr.
- 1992–1998: Katia Douvalian als Maya, 1 Episode in  Highlander
- 1993: Marina Livanova als Fify, 1 Episode in  Alaska Kid
- 1993–1999: 2 Schauspielerinnen, 2 Episoden in Star Trek: Deep Space Nine
- 1993–1999: Wendy Robie als Krankenschwester, 1 Episode in Viper
- 1994–2000: 2 Schauspielerinnen, 2 Episoden in Chicago Hope – Endstation Hoffnung
- 1994–2009: 3 Schauspielerinnen, 3 Episoden in Emergency Room – Die Notaufnahme
- 1994–1997: Kath Soucie als Maggie, 1 Episode in Gargoyles – Auf den Schwingen der Gerechtigkeit
- 1995–2001: Majel Barrett als Computerstimme, 8 Episoden in Star Trek: Raumschiff Voyager
- 1996–1999: Anne Farquha als Mara, 1 Episode in Der Sentinel – Im Auge des Jägers
- 2005–2020: Brenda Matthews als Gloria Simon, 1 Episode in Supernatural
- 2013–2019: Becca Lish als Susan Wernick, 1 Episode in Orange Is the New Black
- 2015–2017: Beth Grant als Mellie Saint-Clair, 1 Episode in One Mississippi
- 2016–2017: Veanne Cox als Zimmermädchen, 1 Episode in Incorporated
- 2016–?: Debra Jo Rupp als Janice, 1 Episode in The Ranch
- 2017–?: Marion Eisman als Mrs. Phillips, 1 Episode in Riverdale
- 2018–?: Venida Evans als Tante Claretha, 1 Episode in The Last O.G.
- 2019: Geraldine Singer als Joyce, 1 Episode in Eine wie Alaska
- 2019: Winifred Freedman als Walküre, 1 Episode in Pearson